# Dyops dotata
Dyops dotata är en fjärilsart som beskrevs av Walker 1869. Dyops dotata ingår i släktet Dyops och familjen nattflyn. Inga underarter finns listade i Catalogue of Life.